# نامبا
نامبا یک کامپایلر منبع باز و درجا است که زیر مجموعه پایتون و نام‌پای را با استفاده از ال‌ال‌وی‌ام، از طریق بستهٔ llvmlite Python، به کد ماشینی سریع تبدیل می‌کند. این مجموعه طیف وسیعی از گزینه‌ها را برای موازی سازی کد پایتون در سی‌پی‌یوها و جی‌پی‌یوها ارائه می‌دهد، که اغلب فقط با تغییرات جزئی کد روبرو هستند.
تراویس اولیفانت در سال ۲۰۱۲ نامبا را توسعه داد. این پروژه توسط توسعه دهندگان شرکت آناکوندا، با پشتیبانی دارپا، بنیاد گوردون و بتی مور، اینتل، انویدیا و ای‌ام‌دی و جامعه مشارکت کنندگان در گیت‌هاب انجام می‌شود.

## مثال
نامبا را می‌توان با اضافه کردن دکوراتور numba.jit به هر تابع پایتون که محاسبات عددی را انجام می‌دهد، استفاده کرد:
```
import
 
numba

import
 
random

@numba
.
jit

def
 
monte_carlo_pi
(
n_samples
:
 
int
):

    
acc
 
=
 
0

    
for
 
i
 
in
 
range
(
n_samples
):

        
x
 
=
 
random
.
random
()

        
y
 
=
 
random
.
random
()

        
if
 
(
x
**
2
 
+
 
y
**
2
)
 
<
1.0
:

            
acc
 
+=
 
1

    
return
 
4.0
 
*
 
acc
 
/
 
n_samples

```

هنگامی که تابع فراخوانی می‌شود، کامپایل درجا انجام می‌شود:
```
>>> 
monte_carlo_pi
(
1000000
)

3.14

```